# Панциревка
Панциревка (рос. Панциревка) — село в Інзенському районі Ульяновської області Російської Федерації.
Населення становить 799 осіб. Входить до складу муніципального утворення Оськинське сільське поселення.

## Історія
Від 2004 року входить до складу муніципального утворення Оськинське сільське поселення.

## Населення
| 2010 |
| ---- |
| 799  |